# Per amore... per magia... (album)
Per amore...per magia... è un album di Gianni Morandi, pubblicato il 15 aprile 1967 da RCA Italiana. Considerato comunemente come parte della discografia di Gianni Morandi, l'album è la colonna sonora del musicarello diretto da Duccio Tessari Per amore... per magia..., in cui quasi tutte le canzoni sono comunque cantate da Morandi.

## Il disco
L'LP viene pubblicato nella linea economica dell'RCA Italiana denominata Special, in cui i trentatré giri venivano venduti al prezzo di 1.800 lire contro il prezzo corrente che era di 2.700 lire.
Sia il film che il disco furono, all'epoca, un insuccesso, per cui questo 33 giri è divenuto, col tempo, una rarità.
In copertina vi è raffigurato un primo piano di Morandi, ed un particolare di questa foto verrà riutilizzato per la copertina del 45 giri Tenerezza/Israel (pur non essendo nessuno dei due brani contenuti in questo album).
Le canzoni sono tutte scritte da Franco Migliacci per i testi e da Luis Bacalov e Bruno Zambrini per le musiche; i due si occupano anche di tutti gli arrangiamenti, tranne Mille e una notte, Questa vita cambierà e Mille e una notte (finale), arrangiate da Ennio Morricone.
Questa vita cambierà è anche l'unica canzone già conosciuta, in quanto pubblicata come lato B di Un mondo d'amore; la musica di questo brano viene anche ripresa in Di riffe e di raffe.
I cori sono eseguiti da i "Cantori moderni" di Alessandroni.
Mandalo giù nel film è cantata da Mina, ma nel disco è pubblicata una versione strumentale.
La versione originale sarà pubblicata solo nel 1999 nell'antologico Mina Gold 2 pubblicato dalla MBO

È dolce dare la buonanotte verrà reincisa nel 1970 da Nada.

## Tracce
Lato A
1. Mille e una notte - cantata da Gianni Morandi - 2'07"
2. Di riffe e di raffe - recitata e cantata da Paolo Poli e gli Amici di Aladino - 4'48"
3. Più peggio di così - cantata da Blanche Cardinale - 1'46"
4. Questa vita cambierà - cantata da Gianni Morandi - 2'32"
5. Balletto delle streghe - strumentale, eseguita da Luis Enriquez e la sua orchestra - 2'06"
6. Botolabò - cantata da Gianni Morandi e Gianni Meccia - 1'01"

Lato B
1. Dammi la mano per ricominciare - cantata da Gianni Morandi - 2'28"
2. Canzone del pinguino - cantata da Gianni Morandi e Franco Latini - 1'09"
3. È dolce dare la buonanotte - cantata da Gianni Morandi - 2'54"
4. Mandalo giù - strumentale, eseguita da Luis Enriquez e la sua orchestra - 1'23"
5. Concertato - cantata da Gianni Morandi, Rita Monico, Misha Auer e Blanche Cardinale - 2'06"
6. Mille e una notte (finale) - strumentale, eseguita da Ennio Morricone e la sua orchestra; al pianoforte Luis Enriquez - 1'41"